# Municipio de Straits
El municipio de Straits (en inglés: Straits Township) es un municipio ubicado en el  condado de Carteret en el estado estadounidense de Carolina del Norte. En el año 2010 tenía una población de 2.826 habitantes.

## Geografía
El municipio de Straits se encuentra ubicado en las coordenadas 34°49′10.58″N 76°33′59.73″O / 34.8196056, -76.5665917.